# Pressekarte
Eine Pressekarte ist eine spezielle Eintrittskarte für eine Veranstaltung, die vom Veranstalter üblicherweise gratis oder rabattiert an einen Journalisten abgegeben wird, um die Medienberichterstattung über das Ereignis sicherzustellen.